# Минск ММВЗ-3.113
«Минск» ММВЗ-3.113 — лёгкий дорожный двухместный мотоцикл из семейства мотоциклов «Минск» производства Минского мотоциклетно-велосипедного завода (Республика Беларусь, г. Минск, современное название — ОАО «Мотовело»). Выпускался с 1995 г. Предшественник мотоцикла — модель «Минск» ММВЗ-3.112, преемник — модель «Минск» ММВЗ-3.114.
Мелкосерийное производство и технологические испытания новой модели мотоцикла ММВЗ-3.113.1 начались в 1995 г. Серийное производство началось в 1999 г.
Маркировка означает:
- ММВЗ — завод изготовитель;
- 3 — класс мотоцикла (до 125 см³);
- 1 — тип мотоцикла (дорожный);
- 13 — заводской номер модели.

## Модификации
- ММВЗ-3.113.1 (1995 г.) — рама дуплексного типа, новая конструкция передней вилки со скользящей трубой из алюминиевого сплава и однотрубными газонаполненными амортизаторами[источник не указан 2797 дней].
- ММВЗ-3.113.11 (1997 г.) — раздельная система смазки, двигатель с индексом 3.113.3.
- ММВЗ-3.113.4 «Лесник» (2005 г.) — для эксплуатации в лесном хозяйстве. Отличается наличием дополнительного оборудования для защиты ног мотоциклиста, фары, а также боковые багажники на которые могут устанавливаться карманы для огнетушителей.
- ММВЗ-3.113.5 «Лидер» (1999-2004 г.) —эта модификация отличается от 3.113.5 наклонёнными задними амортизаторами, поднятым глушителем и пластмассовыми боковыми облицовками. Вместо импортных были заменены на отечественные металлические[источник не указан 2797 дней]. В последние годы модель получила обозначение (M1NSK L1DER 150 см³[источник не указан 2797 дней])
- ММВЗ-3.113.8 (2006 г.) — эта модификация отличается от 3.113.5 наклонёнными задними амортизаторами[источник не указан 2797 дней],
- Объём двигателя 125см .